# Dota系列
Dota是Valve开发并发行的策略游戏系列。系列首款作品《遗迹保卫战》（DotA）于2003年问世，系多人在线战斗竞技场游戏《魔兽争霸III：混乱之治》及资料片《寒冰霸權》的爱好者模组。
2013年7月，Valve推出首款独立游戏《Dota 2》。该作保留了《遗迹保卫战》的游戏性元素，并加入新的机制，并脱离了《魔獸爭霸III》的世界观。

## 游戏
- 遗迹保卫战（2003）
- Dota 2（2013）
- 石器牌（2018）[3]
- 刀塔霸业（2020）[4]